# Fontas River
Fontas River är ett vattendrag i Kanada.   Det ligger i provinserna Alberta och British Columbia, i den centrala delen av landet, 3 400 km väster om huvudstaden Ottawa.
I omgivningarna runt Fontas River växer i huvudsak blandskog. Trakten runt Fontas River är nära nog obefolkad, med mindre än två invånare per kvadratkilometer.